# Дометій (мученик)
Святий Дометій († 363) — ранньо-християнський перський святий, мученик. Був ченцем.
Святий Дометій походив з Персії і був поганином. Замолоду прийняв Христову віру, а згодом вступив до чернечої обителі в Месопотамії. Звідти перейшов до монастиря свв. Сергія і Вакха над рікою Євфрат, де був висвячений на диякона. Пізніше, вважаючи себе негідним св. Тайни Священства, він покинув монастир і пішов у Сирію, де оселився в печері. Люди, довідавшись про побожного печерника Дометія, приходили до нього, просячи духовних порад. За Божою ласкою Дометій почав творити чуда.
Коли імператор Юліан Відступник довідався про печерника, то звелів привести його до себе. Імператорські посланці, заставши Дометія за молитвою, наказали йому йти до імператора. Коли ж той відмовився, закидали його камінням, а печеру завалили. Дометій загинув мученицькою смертю 363 року.